# Sevak Khanagyan
Sevak Khanagyan (armensk: Սևակ Խանաղյան, russisk: Севак Ханагян; født 21. august 1988) er en russisk-armensk sanger og sangskriver, som repræsenterede Armenien ved Eurovision Song Contest 2018 med sangen "Qami" (Vind). han opnåede en 15. plads i første semifinale, og derfor kvalificerede han sig ikke til finalen. i 2016 vandt han den 7. sæson af det ukrainske udgave af X Factor